# Bronsibis
Bronsibis (Plegadis falcinellus) är en våtmarkslevande fågel och den geografiskt mest spridda arten inom familjen ibisar.

## Utseende

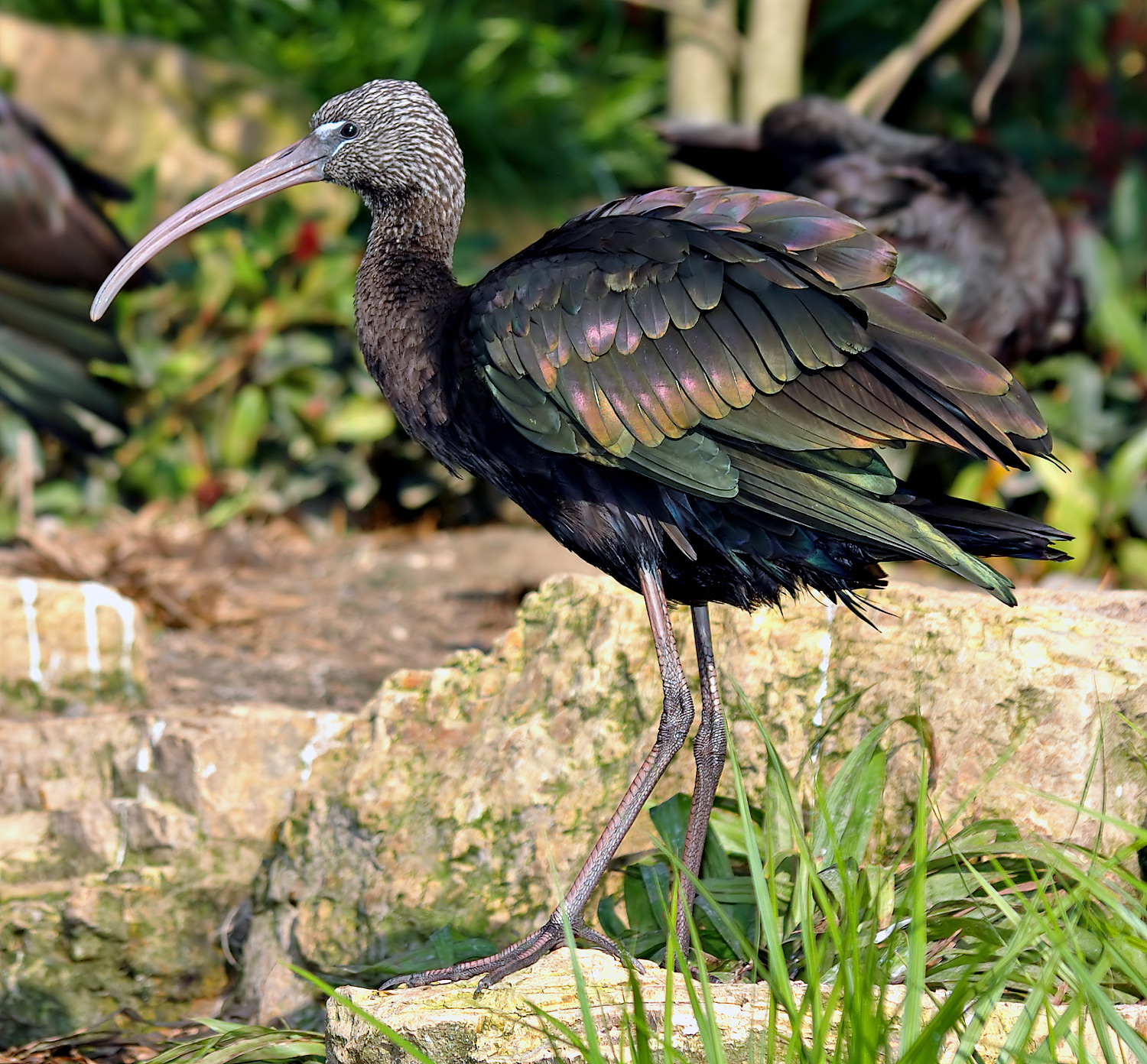
Ruggande adult individ.

Bronsibisen påminner i formen om en stor spov med lång och smal hals, långa grönbeiga ben och en lång nedåtböjd näbb. Dess fjäderdräkt är glänsande i mörkt grönt och rött och könen är lika. 
Den adulta fågeln har en djupt purpurfärgad kropp med grön glans på vingarna. Näbben är grå vid näbbroten och orange i spetsen. Den har en gråblå tygel som är vitkantad upptill och nedtill. 
Den adulta icke-häckande fågeln saknar mycket av det purpurröda och är snarare matt brun och huvud och hals är beströdd med vita fläckar. Även näbben är mattare, snarast rosa och inte lika orange på spetsen och den har en mörk tygel. Juvenila fåglar påminner om adulta icke-häckande men de är ljusare bruna undertill och ännu mattare bruna på huvud och hals.
I flykten sticker benen tydligt ut bakom stjärten och halsen är lång och smal. De flyger ofta i oregelbundna flockar eller i en böljande linje. De har en spovlik flykt med snabba mekaniska vingslag och korta glid.

## Läten
Bronsibisen är en tystlåten fågel, men ibland hörs grymtande och hesa "grru".

## Utbredning och taxonomi
Bronsibisen häckar i varmare områden utspritt runt om i världen; i Europa, Asien, Australien, Afrika, Nordamerika, Västindien, Centralamerika och i Sydamerika. Trots denna stora utbredning anses den vara monotypisk, det vill säga den delas inte in i några underarter. Man tror att den härstammar från gamla världen och att den spred sig från Afrika till norra delarna av Sydamerika under 1800-talet. Den palearktiska populationen är flyttfåglar och övervintrar i subtropiska och tropiska områden. Även vissa populationer i Nordamerika flyttar söderut om vintern.

### Bronsibisen i Sverige
Bronsibisen har i det närmaste årligt observerats i Sverige sedan 1980-talet. De äldsta källorna i Sverige beskriver fynd av fågeln på inlandslokaler på Gotland i slutet av 1700-talet och Sven Nilsson beskriver i sin bok Foglarna från 1835 om en observation i Skåne och en i Södermanland. Det vanligaste är att den observeras i södra men även i mellersta Sverige, men 1975 fann man en individ så långt norrut som Jämtland. I den senare halvan av oktober 2017 observerades en bronsibis i en hästhage strax sydost om Söderhamn, Hälsingland.

## Ekologi
Bronsibisen häckar i kolonier, ofta tillsammans med hägrar i grunda träsk där de bygger sina plattformsliknande bon uppe i träd eller i vassen. De lägger oftast tre till fyra ägg, men ibland upp till sex, som paret gemensamt ruvar mellan 20 och 23 dygn. När ungarna är kläckta tar båda föräldrar hand om dem.

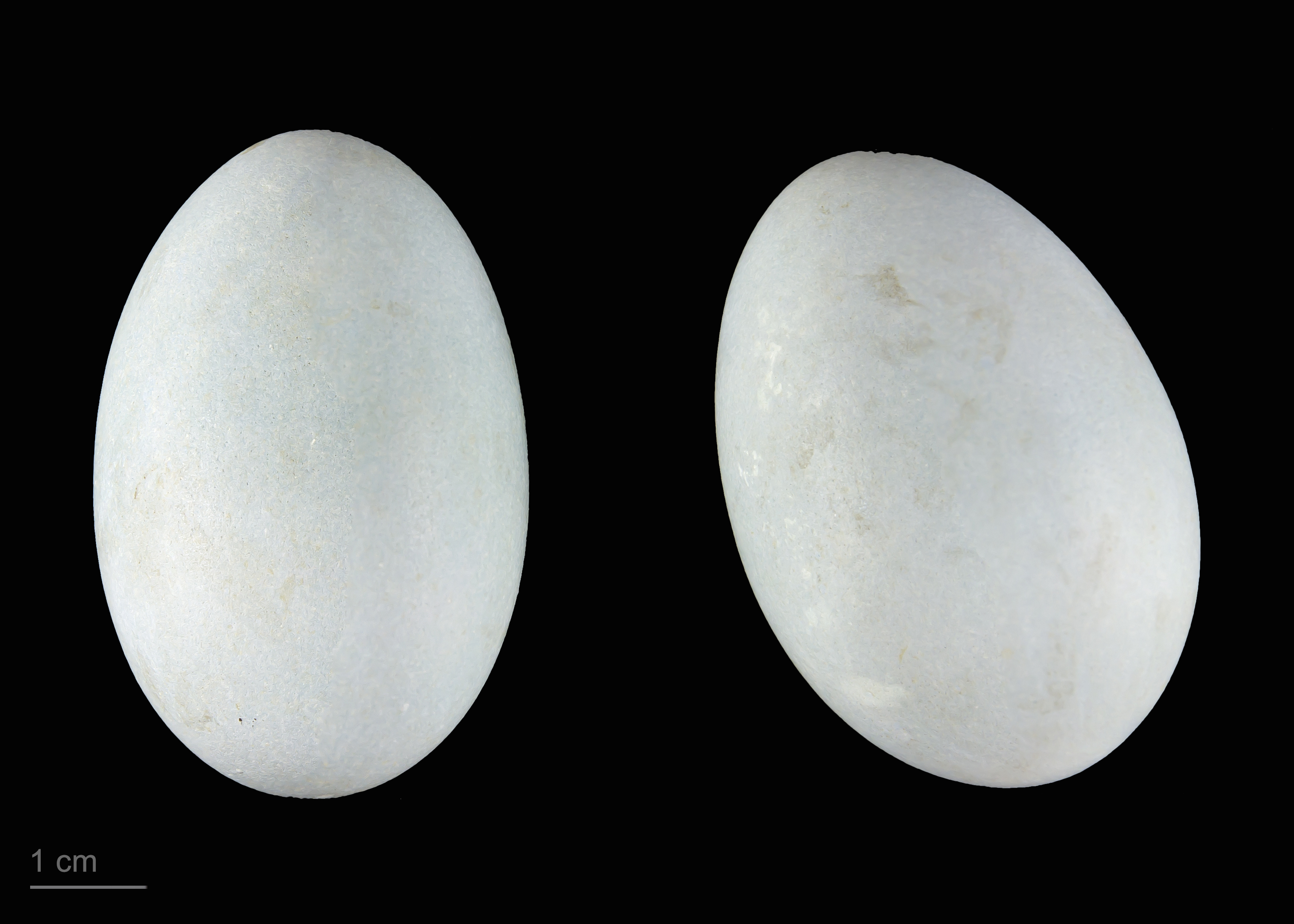
Bronsibisens ägg.

## Status och hot
Arten har ett stort utbredningsområde och en stor population, men tros minska i antal, dock inte tillräckligt kraftigt för att den ska betraktas som hotad. IUCN kategoriserar därför arten som livskraftig (LC). Världspopulationen uppskattas till mellan 230 000 och 2 220 000 individer, varav det i Europa tros häcka 28 300–37 700 par.

## Namn
Fågeln har på svenska även kallats svart ibis.